# Igor Przybylski
Igor Przybylski (ur. 1974) – polski artysta współczesny. Zajmuje się malarstwem, fotografią, filmem, sztuką performance.

## Życiorys
W latach 1997–2002 studiował na Wydziale Malarstwa Akademii Sztuk Pięknych w Warszawie, gdzie uzyskał dyplom w pracowni prof. Jarosława Modzelewskiego). Od 2004 jest asystentem prof. Jarosława Modzelewskiego) na macierzystej uczelni. W 2012 obronił pracę doktorską.
Artysta uwzględniony w publikacjach „Nowe zjawiska w sztuce polskiej po 2000", „77 dzieł sztuki z historią”, „Tekstylia bis. Słownik młodej polskiej kultury", „Kolekcja współczesnej sztuki polskiej Muzeum Górnośląskiego w Bytomiu”, „Pokój z widokiem” (Narodowa Galeria Sztuki Zachęta), „Przewodnik po galeriach sztuki. Sztuka inwestowania w Sztukę”, tom trzeci. Trafił też do literatury pięknej (Maciej Malicki „Takie tam”).
Od stycznia 2007 jest reprezentowany przez warszawską Galerię m2 [m kwadrat].

## Wystawy

### Wystawy indywidualne
- 2015 Československa moderna, Galeria m2 [m kwadrat], Warszawa (w ramach Warsaw Gallery Weekend 2015)
- 2015 Turista-Artista, Galeria Jama10, Ostrava (Ostrawa)
- 2015 Nádraží žije!, Důl architektury, Havířov (Hawierzów)
- 2014 Taurus, Galeria Promocyjna, Warszawa
- 2014 Niebezpieczna podróż, Galeria Sztuki Wozownia, Toruń
- 2014 Hoechstgeschwindigkeit / Prędkość maksymalna, Andel's Art we współpracy z Galerią m2 [m kwadrat], andel’s Hotel Berlin
- 2014 Ten cały związek nie był właściwie związkiem, BWA, Zielona Góra
- 2013 True or False, BWA, Olsztyn
- 2013 Miracle, Gallery Space, Bratysława
- 2013 Uwaga! Pociąg!, Bałtycka Galeria Sztuki Współczesnej, Galeria Kameralna, Słupsk
- 2013 Born in Czechoslovakia, performance, pociąg Koszyce - Żylina
- 2013 Gdzie jest Polska?, Galeria m2 [m kwadrat], Warszawa[1]
- 2013 Bratislava - Praha, Instytut Polski, Bratysława
- 2012 Live show, BWA, Tarnów[2]
- 2012 Czecho – Słowacja cz. 3, Muzeum Kolejnictwa, Warszawa
- 2012 Laminatka, Galeria XX1, Warszawa
- 2011 Stacja Białystok, Dworzec PKP / Galeria Arsenał, Białystok
- 2011 Czecho – Słowacja cz. 2, Galeria Wieża Ciśnień, Konin
- 2010 Brejlovec a okoli / Czecho – Słowacja cz. 1, Galeria m2 [m kwadrat], Warszawa[3]
- 2010 Czecho – Słowacja. Prolog, Galeria Szara, Cieszyn
- 2009 Nieludzki transwestyta, Galeria m2 [m kwadrat], Warszawa[4]
- 2008 Linie zastępcze, Galeria Wizytująca, Warszawa
- 2007 Prywaciarze, Galeria Ego, Poznań
- 2007 Wygaszacz, Galeria m2 [m kwadrat], Warszawa[5]
- 2007 Ikarus total, Galeria Kordegarda, Warszawa[6]
- 2006 Zakład Taboru Poznań, Galeria Pies, Poznań
- 2006 Polski błękit, Galeria Zderzak, Kraków
- 2006 Polskie drogi, BWA, Zielona Góra oraz BGSW, Słupsk
- 2005 One day in Vienna, Austriackie Forum Kultury, Warszawa
- 2005 Hommage ET22-550, Galeria Raster, Warszawa
- 2005 Weterani Galeria XX1, Warszawa
- 2004  Zderzaki, Galeria Zderzak, Kraków
- 2004 ET go home, Galeria Raster /Galeria Pokaz, Warszawa[7]
- 2003 Warszawa 2003 - Komunikacja publiczna, Galeria Manhattan, Łódź
- 2003 5300 - odjazd!, performance, Galeria Raster /Klub Deep, Warszawa
- 2003 EU07 i przyjaciele, Galeria Działań, Warszawa
- 2003 EU07 - zgłoś się!, Galeria Zakręt, Warszawa
- 2002 Oblicza, wystawa dyplomowa, Muzeum Kolejnictwa, Warszawa
- 2001 - 2003 Lokomotywy EU07, długofalowy projekt malarski dla PKP Cargo

### Wystawy zbiorowe
- 2015 Between democracies 1989-2014: Memory and Commemoration, Constitution Hill, Johannesburg (RPA)
- 2015 Ogrody, Zachęta - Narodowa Galeria Sztuki, Warszawa
- 2015 Salon letni, Galeria Promocyjna, Warszawa
- 2015 Śladami Wilhelma Sasnala, BWA, Tarnów
- 2015 Zapisy przemian, Płocka Galeria Sztuki, Płock
- 2014 Horyzont, Bałtycka Galeria Sztuki Współczesnej, Ustka
- 2014 51, Galeria V9, Warszawa
- 2014 Kompleksy i frustracje, Galeria Labirynt, Lublin
- 2013 41. Biennale Malarstwa Bielska Jesień 2013, Galeria Bielska BWA, Bielsko – Biała
- 2013 Chłodne spojrzenie, Galeria Salon Akademii, Warszawa
- 2013 Produkcja, Galeria Promocyjna, Warszawa
- 2012 Industria, Galeria Jama, Ostrava (Ostrawa)
- 2012 Cieszyn, kocham Cię z daleka, Galeria Szara, Cieszyn
- 2011 71369, Centrum Sztuki Galeria EL, Elbląg
- 2011 Marszałkowska 3/5, Galeria Kantor Sztuki, Żyrardów
- 2010 Sto miliardów za upadek sztuki, Galeria Wizytująca, Warszawa
- 2010 Vanishing point, Galeria XX1, Warszawa
- 2009 Pokaz 4, Muzeum Górnośląskie, Bytom
- 2009 Komunikacja przestrzenna cz. II, Bałtycka Galeria Sztuki Współczesnej, Słupsk
- 2009 Aktualny obraz, Pałac Królikarnia, Warszawa
- 2009 Komunikacja przestrzenna, BWA, Kielce
- 2008 Varsavia Saluta Roma, Instytut Polski, Rzym
- 2008 Fotografia polska po roku 2000, w ramach Miesiąca Fotografii, Kraków
- 2008 Pejzaż Południa. Toskania 2007, Galeria aTAK, Warszawa
- 2008 Małe enklawy, Galeria 72, Muzeum Chełmskie, Chełm
- 2006 Miasto Binarne, Galeria Manhattan, Łódź
- 2006 Stewpot with lid askew, Platan Gallery, Budapeszt
- 2006 Crazycurators Biennale, Bratysława
- 2006 Nowi dokumentaliści, Centrum Sztuki Współczesnej Zamek Ujazdowski, Warszawa
- 2006 Runaway, Gallery Priestor, Bratysława
- 2005 Podróżowanie, Galeria Zderzak, Kraków
- 2004 Postawy, wystawa z okazji stulecia warszawskiej ASP, Galeria Studio, Warszawa
- 2004 Last few days of Laboratory space, Centrum Sztuki Współczesnej, Galeria Laboratorium, Zamek Ujazdowski, Warszawa
- 2004 Underground, Gallery Space/Priestor, Bratysława
- 2004 Reversed Art and Engineering, Sculpturens Hus, Sztokholm
- 2002 Alternatywy Technologii, Teatr Academia, Warszawa
- 2001 Pracownia 59, Galeria Działań, Warszawa

### Katalogi
- 2008 Pejzaż Południa. Toskania 2007, Galeria aTAK, Warszawa
- 2006 Stewpod with lid askew Platan Gallery, Budapeszt (tekst Jarosław Modzelewski)
- 2006 Nowi dokumentaliści, Centrum Sztuki Współczesnej, Warszawa (tekst Adam Mazur)
- 2005 Weterani, Galeria XX1, Warszawa (tekst Grzegorz Borkowski)
- 2004 Postawy, Galeria Studio, Warszawa
- 2004 Zderzaki, Galeria Zderzak, Kraków
- 2004 ET go home, Galeria Raster/Galeria Pokaz, Warszawa (tekst Łukasz Gorczyca)
- 2003 EU07 - zgłoś się!, Galeria Zakręt, Warszawa (tekst Pola Dwurnik)